# Liste der Mitglieder der American Academy of Arts and Sciences/1817
Im Jahr 1817 wählte die American Academy of Arts and Sciences zwei Personen zu ihren Mitgliedern.

## Neugewählte Mitglieder
- Charles Jackson (1775–1855)
- Dugald Stewart (1753–1828)